# Underboss
Underboss es un libro biográfico de 1997 basado en la vida de Sammy "The Bull" Gravano. El libro recorre los primeros años de la vida de Gravano hasta 1997 por lo que no cubre su última detención. El autor del libro es Peter Maas, que también escribió el libro Los papeles de Valachi. Aunque Peter Maas es el autor acreditado, Gravano fue entrevistado en múltiples ocasiones para describir lo que sucedió en su vida. El libro ha sido publicado por HarperCollins Publishing Company.